# プジョー・クアザール
クアザール (Quasar ) は、フランスの自動車メーカープジョーが1984年に発表したコンセプトカーである。

## 概要
プジョーが自社で開発した初のコンセプトカーである。エクステリアは当時プジョーのデザイン部門の責任者だったジェラール・ウェルターが、インテリアは当時プジョーに在籍していたカーデザイナーのポール・ブラックがそれぞれ手掛けている。
ボディはシザーズドアを採用したSFチックなスタイリングで、ミッドシップにマウントされたエンジン本体がむき出しになっている点が大きな特徴である。
パワートレインはグループBラリーカーである205ターボ16からの流用で、最高出力600psを発生する1.8L 直列4気筒ターボエンジンを搭載。5速MTとの組み合わせで四輪を駆動する。駆動配分は前40:後60。
インテリアは赤色のレザーを基調とし、デジタルメーターや初期のカーナビゲーションシステムを搭載するなど、先進性を表現している。
市販化には至らなかったが、フロントマスク等のデザインは後の405や106、306に影響を与えた。現在はフランス・モンベリアルのプジョーミュージアムに保管展示されている。
また、タカラ（現・タカラトミー）が製造するミニカー「チョロQ」においても製品化されている（チョロQHG No.009）。

## 車名の由来
天体のクエーサーのフランス語読みから。